# Ispoure
Ispoure (en basque: Izpura) est une commune française, située dans le département des Pyrénées-Atlantiques en région Nouvelle-Aquitaine.
Le gentilé est Izpurar,.

## Géographie

### Localisation
La commune d'Ispoure se trouve dans le département des Pyrénées-Atlantiques, en région Nouvelle-Aquitaine.
Elle se situe à 116 km par la route de Pau, préfecture du département, à 54 km de Bayonne, sous-préfecture, et à 40 km de Mauléon-Licharre, bureau centralisateur du canton de Montagne Basque dont dépend la commune depuis 2015 pour les élections départementales.
La commune fait en outre partie du bassin de vie de Saint-Jean-Pied-de-Port.
Les communes les plus proches sont : 
Saint-Jean-Pied-de-Port (0,8 km), Uhart-Cize (1,1 km), Ascarat (1,7 km), Lasse (2,6 km), Caro (2,9 km), Saint-Jean-le-Vieux (3,4 km), Saint-Michel (4,0 km), Aincille (4,3 km).
Sur le plan historique et culturel, Ispoure fait partie de la province de la Basse-Navarre, un des sept territoires composant le Pays basque,. La Basse-Navarre en est la province la plus variée en ce qui concerne son patrimoine, mais aussi la plus complexe du fait de son morcellement géographique. Depuis 1999, l'Académie de la langue basque ou Euskalzaindia divise la Basse-Navarre en six zones,. La commune est dans le pays de Cize (Garazi), au sud-est de ce territoire.

### Communes limitrophes
Les communes limitrophes sont  Ascarat, Jaxu, Ossès, Saint-Jean-Pied-de-Port, Saint-Jean-le-Vieux et Uhart-Cize.
|            | Ossès                   | Jaxu                |
| Ascarat    | Ispoure                 | Saint-Jean-le-Vieux |
| Uhart-Cize | Saint-Jean-Pied-de-Port |                     |

### Hydrographie

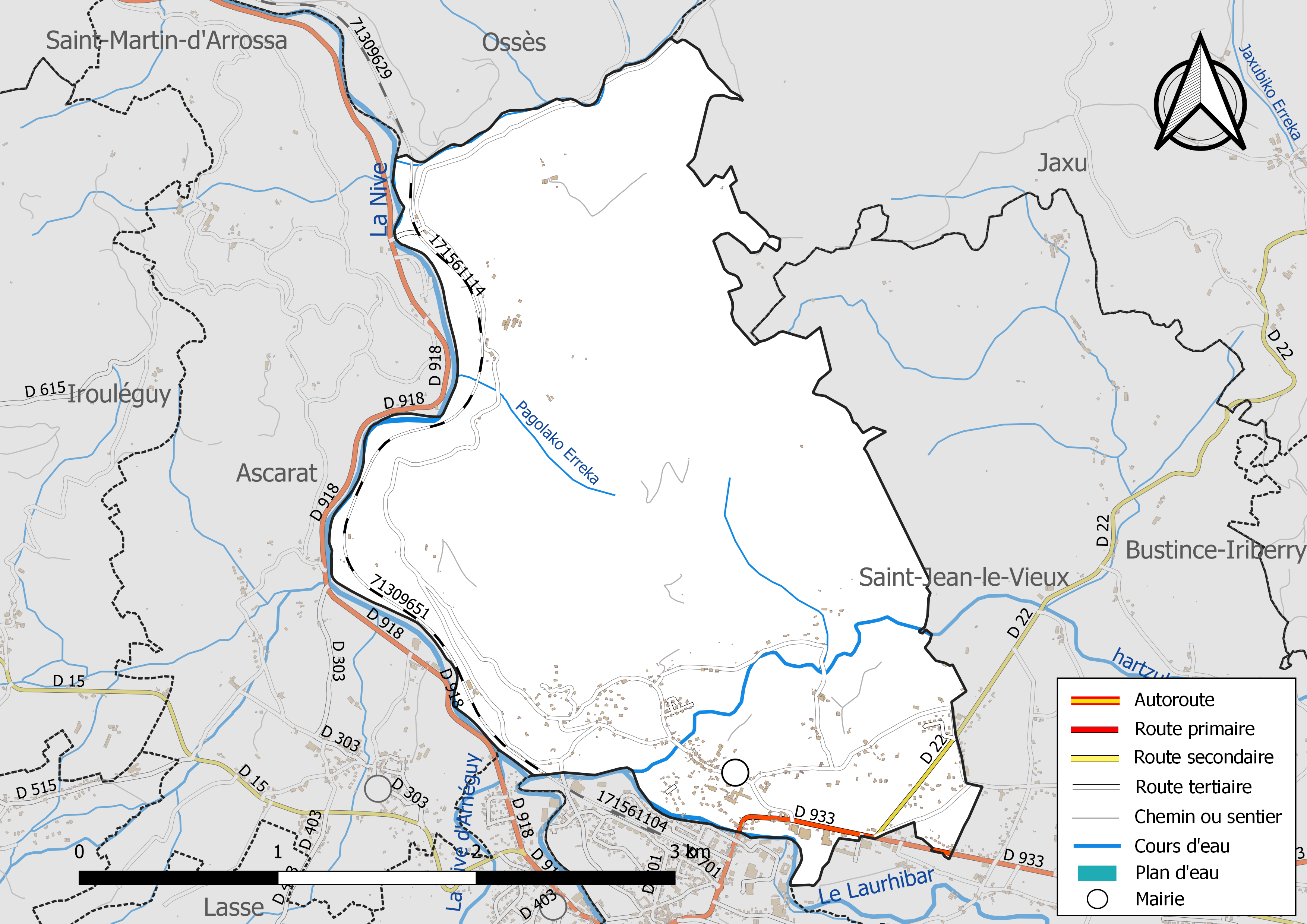
Réseaux hydrographique et routier d'Ispoure.

La commune est drainée par la Nive, le Laurhibar, l'Arzubiko erreka, le Pagolako erreka, et par divers petits cours d'eau, constituant un réseau hydrographique de 6 km de longueur totale,.
La Nive, d'une longueur totale de 79,3 km, naît au pied du Mendi Zar (1 323 m), au-delà de la frontière espagnole, sous le nom de Harpeko erreka, et s'écoule du sud-est vers le nord-ouest. Elle traverse la commune et se jette dans l'Adour à Bayonne, après avoir traversé 20 communes.
Le Laurhibar, d'une longueur totale de 28,1 km, prend sa source dans la commune de Mendive et s'écoule vers le nord-ouest. Il traverse la commune et se jette dans la Nive à Saint-Jean-Pied-de-Port, après avoir traversé 8 communes.
L'Arzubiko erreka, d'une longueur totale de 13,2 km, prend sa source dans la commune de Gamarthe et s'écoule du nord-est au sud-ouest. Il traverse la commune et se jette dans le Laurhibar à Saint-Jean-Pied-de-Port, après avoir traversé 7 communes.

### Climat
Pour des articles plus généraux, voir Climat de la Nouvelle-Aquitaine et Climat des Pyrénées-Atlantiques.
Historiquement, la commune est exposée à un micro climat océanique basque.  
En 2020, Météo-France publie une typologie des climats de la France métropolitaine dans laquelle la commune est exposée à un climat de montagne et est dans la région climatique Pyrénées atlantiques, caractérisée par une pluviométrie élevée (>1 200 mm/an) en toutes saisons, des hivers très doux (7,5 °C en plaine) et des vents faibles.
Pour la période 1971-2000, la température annuelle moyenne est de 13,6 °C, avec une amplitude thermique annuelle de 12,7 °C. Le cumul annuel moyen de précipitations est de 1 477 mm, avec 12,8 jours de précipitations en janvier et 8,4 jours en juillet. Pour la période 1991-2020, la température moyenne annuelle observée sur la station météorologique la plus proche, située sur la commune de Bustince-Iriberry à 4 km à vol d'oiseau, est de 13,9 °C et le cumul annuel moyen de précipitations est de 1 327,4 mm,. Pour l'avenir, les paramètres climatiques de la commune estimés pour 2050 selon différents scénarios d’émission de gaz à effet de serre sont consultables sur un site dédié publié par Météo-France en novembre 2022.

### Milieux naturels et biodiversité

#### Réseau Natura 2000
Le réseau Natura 2000 est un réseau écologique européen de sites naturels d'intérêt écologique élaboré à partir des Directives « Habitats » et « Oiseaux », constitué de zones spéciales de conservation (ZSC) et de zones de protection spéciale (ZPS).
Un site Natura 2000 a été défini sur la commune au titre de la « directive Habitats » : « la Nive », d'une superficie de 9 473 ha, un des rares bassins versants à accueillir l'ensemble des espèces de poissons migrateurs du territoire français, excepté l'Esturgeon européen,.

#### Zones naturelles d'intérêt écologique, faunistique et floristique
L’inventaire des zones naturelles d'intérêt écologique, faunistique et floristique (ZNIEFF) a pour objectif de réaliser une couverture des zones les plus intéressantes sur le plan écologique, essentiellement dans la perspective d’améliorer la connaissance du patrimoine naturel national et de fournir aux différents décideurs un outil d’aide à la prise en compte de l’environnement dans l’aménagement du territoire.
Deux ZNIEFF de type 2 sont recensées sur la commune, : 
- les « landes de Larla-Jarra et d'Orzaize-Izpura » (4 429,5 ha), couvrant 10 communes du département[28] ;
- le « réseau hydrographique des Nives » (3 596,23 ha), couvrant 33 communes du département[29].

## Urbanisme

### Typologie
Au 1er janvier 2024, Ispoure est catégorisée bourg rural, selon la nouvelle grille communale de densité à sept niveaux définie par l'Insee en 2022.
Elle appartient à l'unité urbaine de Saint-Jean-Pied-de-Port, une agglomération intra-départementale regroupant sept  communes, dont elle est une commune de la banlieue,,. Par ailleurs la commune fait partie de l'aire d'attraction de Saint-Jean-Pied-de-Port, dont elle est une commune du pôle principal,. Cette aire, qui regroupe 22 communes, est catégorisée dans les aires de moins de 50 000 habitants,.

### Occupation des sols

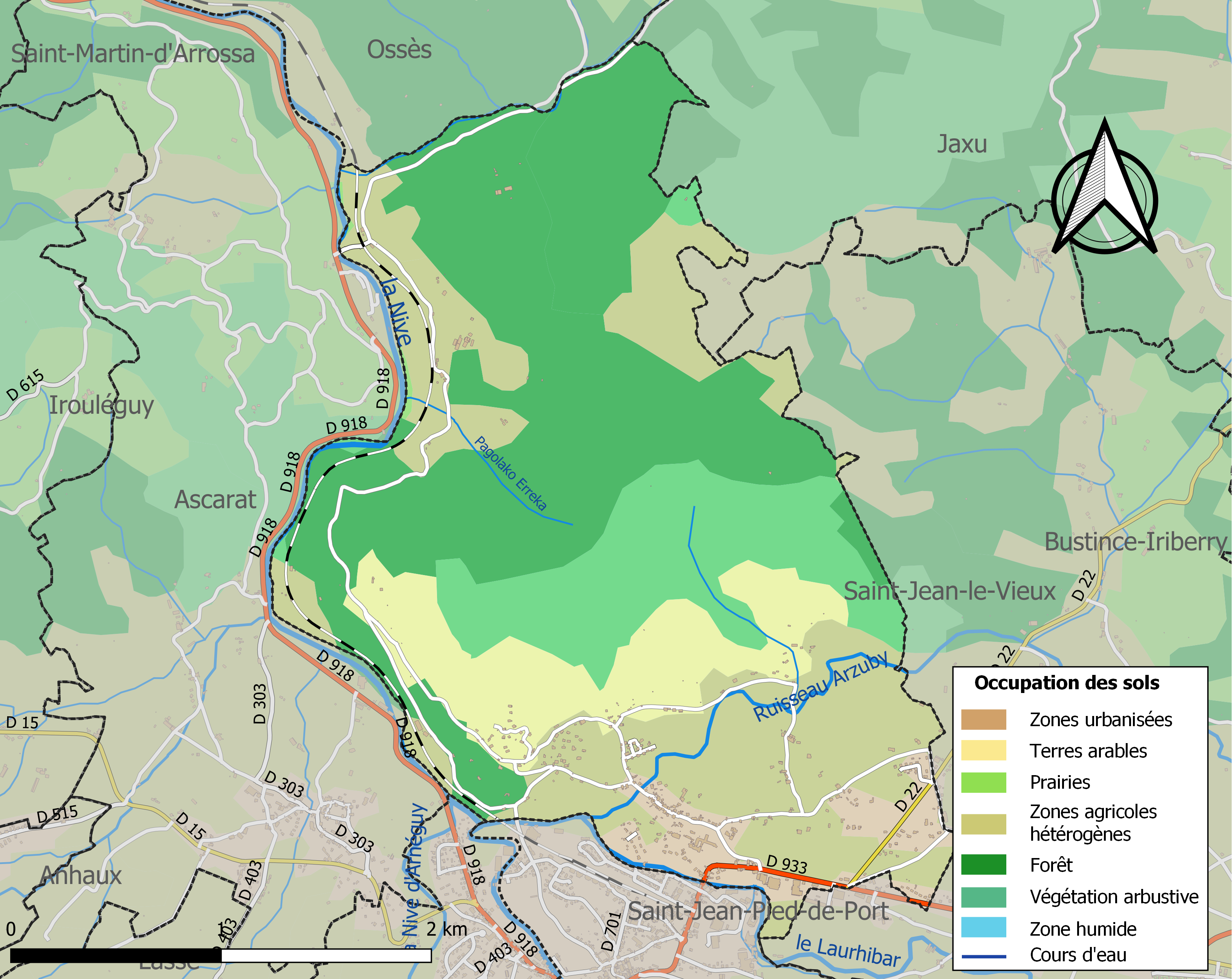
Carte des infrastructures et de l'occupation des sols de la commune en 2018 (CLC).

L'occupation des sols de la commune, telle qu'elle ressort de la base de données européenne d’occupation biophysique des sols Corine Land Cover (CLC), est marquée par l'importance des forêts et milieux semi-naturels (53,4 % en 2018), en diminution par rapport à 1990 (65,1 %). La répartition détaillée en 2018 est la suivante : 
forêts (39,4 %), zones agricoles hétérogènes (29,3 %), milieux à végétation arbustive et/ou herbacée (14 %), cultures permanentes (11,8 %), zones urbanisées (5,2 %), prairies (0,2 %). L'évolution de l’occupation des sols de la commune et de ses infrastructures peut être observée sur les différentes représentations cartographiques du territoire : la carte de Cassini (XVIIIe siècle), la carte d'état-major (1820-1866) et les cartes ou photos aériennes de l'IGN pour la période actuelle (1950 à aujourd'hui).

### Lieux-dits et hameaux
- Arradoy ;
- Itzalguy ;
- Larria ;
- Laustania.

### Voies de communication et transports
Ispoure est desservie par les routes départementales D 918 (ancienne route nationale 618), D 933 (ancienne route nationale 133) et D 22.

### Risques majeurs
Le territoire de la commune d'Ispoure est vulnérable à différents aléas naturels : météorologiques (tempête, orage, neige, grand froid, canicule ou sécheresse), inondations, feux de forêts et séisme (sismicité moyenne). Un site publié par le BRGM permet d'évaluer simplement et rapidement les risques d'un bien localisé soit par son adresse soit par le numéro de sa parcelle.
Certaines parties du territoire communal sont susceptibles d’être affectées par le risque d’inondation par une crue torrentielle ou à montée rapide de cours d'eau, notamment la Nive, le Laurhibar et l'Hartzubiko erreka. La commune a été reconnue en état de catastrophe naturelle au titre des dommages causés par les inondations et coulées de boue survenues en 1982, 1983, 2009, 2013, 2014 et 2021,.
Ispoure est exposée au risque de feu de forêt. En 2020, le premier plan de protection des forêts contre les incendies (PDPFCI) a été adopté pour la période 2020-2030. La réglementation des usages du feu à l’air libre et les obligations légales de débroussaillement dans le département des Pyrénées-Atlantiques font l'objet d'une consultation de public ouverte du 16 septembre au 7 octobre 2022,.

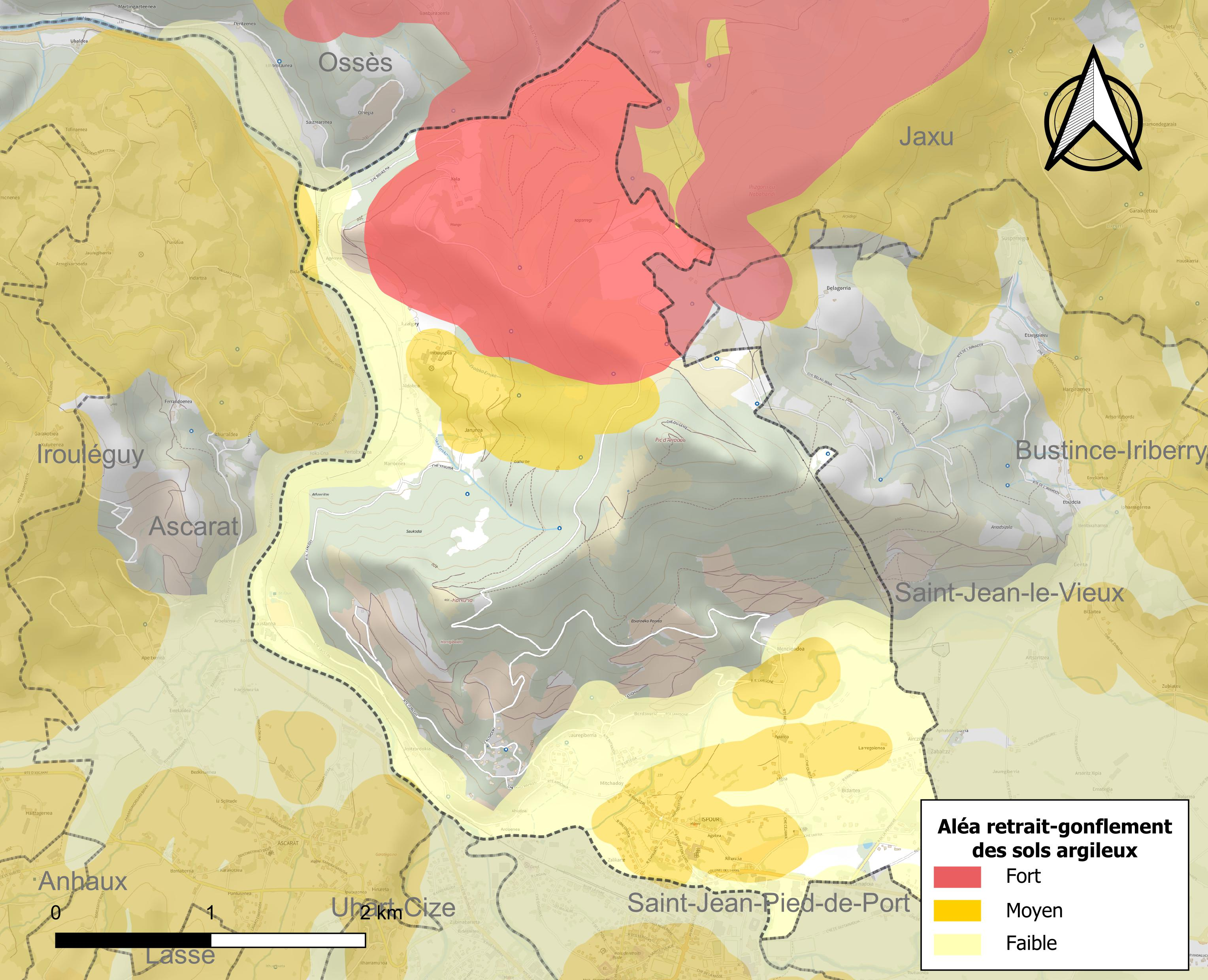
Carte des zones d'aléa retrait-gonflement des sols argileux d'Ispoure.

Le retrait-gonflement des sols argileux est susceptible d'engendrer des dommages importants aux bâtiments en cas d’alternance de périodes de sécheresse et de pluie. 35,1 % de la superficie communale est en aléa moyen ou fort (59 % au niveau départemental et 48,5 % au niveau national). Depuis le 1er octobre 2020, en application de la loi ELAN, différentes contraintes s'imposent aux vendeurs, maîtres d'ouvrages ou constructeurs de biens situés dans une zone classée en aléa moyen ou fort,.

## Toponymie

### Attestations anciennes
Le toponyme Ispoure apparaît sous les formes 
Yzpura (1264), 
Yzpure (1366), 
Yspore de la terre de Sisie (1472, notaires de Labastide-Villefranche), 
Ixpura (1513, titres de Pampelune), 
Yxpura (1621, Martin Biscay) et 
Sanctus Laurentius d'Ispoure (1685, collations du diocèse de Bayonne).

### Autres toponymes
Aradoy, désignant un sommet montagneux de la commune, est mentionné en 1863 dans le dictionnaire topographique Béarn-Pays basque.
Jauréguy était un fief vassal du royaume de Navarre, cité dans le dictionnaire de 1863.

### Graphie basque
Son nom basque actuel est Izpura.

## Héraldique
| Blason | Blasonnement : D'argent à l'arbre coupé de sinople surmonté d'un pigeon contourné en vol de sable. Commentaires : Le statut officiel du blason reste à déterminer. |

## Politique et administration
| Période                                  | Période  | Identité         | Étiquette | Qualité                            |
| ---------------------------------------- | -------- | ---------------- | --------- | ---------------------------------- |
| 1983                                     | 2004     | François Maïtia  | PS        | Vice-président du conseil régional |
| 2004                                     | 2007     | Pierre Irigoin   |           |                                    |
| 2007                                     | 2008     | Claude Barets    |           |                                    |
| 2008                                     | 2014     | François Lambert |           |                                    |
| 2014                                     | En cours | Claude Barets    |           |                                    |
| Les données manquantes sont à compléter. |          |                  |           |                                    |

### Intercommunalité
La commune appartient à neuf structures intercommunales :
- l’agence publique de gestion locale ;
- la communauté d'agglomération du Pays Basque ;
- le SIVOS de Garazi ;
- le syndicat AEP d'Ainhice ;
- le syndicat d’énergie des Pyrénées-Atlantiques ;
- le syndicat intercommunal d’assainissement Ur Garbi ;
- le syndicat intercommunal pour l'aménagement et la gestion de l'abattoir de Saint-Jean-Pied-de-Port ;
- le syndicat intercommunal pour le soutien à la culture basque ;
- le syndicat mixte du bassin versant de la Nive.

## Population et société

### Démographie
L'évolution du nombre d'habitants est connue à travers les recensements de la population effectués dans la commune depuis 1793. Pour les communes de moins de 10 000 habitants, une enquête de recensement portant sur toute la population est réalisée tous les cinq ans, les populations de référence des années intermédiaires étant quant à elles estimées par interpolation ou extrapolation. Pour la commune, le premier recensement exhaustif entrant dans le cadre du nouveau dispositif a été réalisé en 2008.

En 2022, la commune comptait 671 habitants, en évolution de −0,3 % par rapport à 2016 (Pyrénées-Atlantiques : +3,78 %, France hors Mayotte : +2,11 %).
| 1793 | 1800 | 1806 | 1821 | 1831 | 1836 | 1841 | 1846 | 1851 |
| ---- | ---- | ---- | ---- | ---- | ---- | ---- | ---- | ---- |
| 343  | 158  | 453  | 427  | 554  | 516  | 591  | 592  | 580  |

| 1856 | 1861 | 1866 | 1872 | 1876 | 1881 | 1886 | 1891 | 1896 |
| ---- | ---- | ---- | ---- | ---- | ---- | ---- | ---- | ---- |
| 541  | 550  | 586  | 588  | 579  | 534  | 584  | 556  | 555  |

| 1901 | 1906 | 1911 | 1921 | 1926 | 1931 | 1936 | 1946 | 1954 |
| ---- | ---- | ---- | ---- | ---- | ---- | ---- | ---- | ---- |
| 569  | 552  | 546  | 550  | 606  | 658  | 645  | 678  | 693  |

| 1962 | 1968 | 1975 | 1982 | 1990 | 1999 | 2006 | 2008 | 2013 |
| ---- | ---- | ---- | ---- | ---- | ---- | ---- | ---- | ---- |
| 734  | 707  | 685  | 671  | 674  | 618  | 602  | 597  | 629  |

| 2018 | 2022 | - | - | - | - | - | - | - |
| ---- | ---- | - | - | - | - | - | - | - |
| 673  | 671  | - | - | - | - | - | - | - |

### Langues
Une très grande partie de la population d'Ispoure parle le basque (81,35 % de la population en 2010). C'est l'une des communes les plus bascophones du Pays basque français.
La seule langue officielle de la commune est le français. Les langues régionales ont fait l'objet d'une première reconnaissance en France en 1951 avec la loi Deixonne qui introduit le basque ainsi que le breton, le catalan et l’occitan dans l'enseignement. La langue basque n'a encore aucune reconnaissance légale.

### Enseignement
La commune dispose d'une école élémentaire publique. Cette école propose un enseignement bilingue français-basque à parité horaire.

## Économie
La commune fait partie de la zone de production du vignoble d'Irouléguy et de la zone d'appellation de l'ossau-iraty.

## Culture locale et patrimoine
- La salle Faustin Bentaberry est un lieu d'animation de la ville qui accueille régulièrement spectacles et créations artistiques (danse, théâtre, marionnettes...).

### Patrimoine civil
La maison forte Lastaunea date de la fin du XIIIe siècle et du début du XIVe siècle ;
la maison forte appelée château de Larrea date du XVIe siècle.

### Patrimoine religieux
L'église Saint-Laurent date du milieu du Moyen Âge.
Le prieuré Sainte-Madeleine portait le nom de La Recluse (Erreculusa) et était à ses débuts réservé aux soins et à l'isolement des lépreux.

## Équipements

### Santé
Une maison de retraite, la fondation Luro, est installée sur le territoire de la commune. Selon Philippe Veyrin elle est l'un des exemples de l'assistance des expatriés américains au pays d'origine.

## Personnalités liées à la commune
- George Gissing (1857-1903), romancier anglais, a résidé à Ispoure avec sa compagne Gabrielle Fleury et est mort le 28 décembre 1903 à l'âge de quarante-six d'une myocardite à la « Maison Elguë ».
- Faustin Bentaberry (1869-1936), musicien, danseur et chorégraphe de danses traditionnelles basques.